# 小行星2162
小行星2162（2162 Anhui），又称为安徽星，是由紫金山天文台在1966年1月30日发现的主带小行星。
該小行星以中国的省份安徽省命名。